# Jardin botanique Ecoherbes Park
 (septembre 2016).
Si vous disposez d'ouvrages ou d'articles de référence ou si vous connaissez des sites web de qualité traitant du thème abordé ici, merci de compléter l'article en donnant les références utiles à sa vérifiabilité et en les liant à la section « Notes et références ».
Le jardin botanique Ecoherbes Park est un jardin botanique de plantes médicinales situé dans la localité de L'Ampolla en Catalogne (Espagne), connue comme "La Porte du delta de l'Èbre"[réf. nécessaire] de par sa proximité avec le parc naturel du delta de l'Èbre, dans la comarque du Baix Ebre, zone déclarée Réserve de biosphère par l'UNESCO.
Il s'agit du premier jardin botanique médicinal et écologique de la péninsule Ibérique et d'une réserve d'espèces végétales en danger d'extinction.

## Histoire
Le Jardin médicinal écologique Ecoherbes Park a été inauguré le 20 juin 2015 et ses portes ouvrent au public le 21 juin, à l'occasion de la célébration du solstice d'été.
Il s'agit d'un projet né et développé dans le but de partager, in situ, des connaissances sur les plantes et sur leurs usages médicinaux actuels et traditionnels.
Les visiteurs peuvent se promener librement dans le jardin ou le parcourir lors une visite guidée.

## Collections
Le jardin compte plus de 400 espèces de plantes médicinales, aromatiques et culinaires provenant de différentes parties du monde. Par ailleurs, il inclut une grande biodiversité d'espèces d'arbres et d'arbustes autochtones, le tout entouré de champs cultivés avec, en toile de fond, le parc naturel du delta de l'Èbre et la Méditerranée.
Le jardin botanique, d'une surface de 2 hectares, se situe à l'intérieur d'un parc agro-écologique de 10 hectares.
Lors de sa construction, la morphologie du terrain a été préservée, notamment les murs centenaires en pierre sèche ainsi que la végétation arborée existante, en  particulier le pin blanc (Pinus halepensis), l'olivier (Olea europaea), dont certains spécimen sont millénaires, et le caroubier (Ceratonia siliqua), parmi lesquels certains ont plus de 300 ans.
Le jardin est parcouru de chemins qui ouvrent la voie à de multiples itinéraires où les plantes sont distribuées selon le microclimat, tenant compte de l'exposition au soleil, du vent et de l'humidité de l'environnement.
Les parterres de plantations améliorent le drainage et l'aération de la terre en favorisant un développement optimale du système racinaire des plantes. Tous les parterres sont individuels et chacun n'abrite qu'une seule espèce, ce qui aide à équilibrer le substrat aux nécessités spécifiques[pas clair]. Pour chaque parterre, un écriteau détaille le nom commun, le nom botanique et la provenance de chacune des plantes ainsi que les propriétés et l'usage de celles-ci.
Dans le jardin cohabitent des collections de Rosmarinus, Thymus, Salvia, Mentha, Albahaca, Artemisa, Echinacea, Geranium, Tanacetum, Achillea, Kalanchoe, Origanum, Cymbopogon, Plectranthus, Satureja, Leonorus, Lavandula, avec de nombreuses autres plantes médicinales de plusieurs continents.
Dans l'enceinte du jardin, une partie dénommée le Coin des sorcières accueille des plantes hautement toxiques, vénéneuses et aux propriétés psychotropes. L'accès à cette section est restreint aux mineurs.
Le jardin, qui est aussi une réserve d'espèces en danger d'extinction, dispose d'une banque de graines, ou de génosperme, et possède également sa propre pépinière de reproduction et d'expérimentation sur l'adaptation climatique de beaucoup d'espèces parmi celles qui le composent.

### Quelques plantes

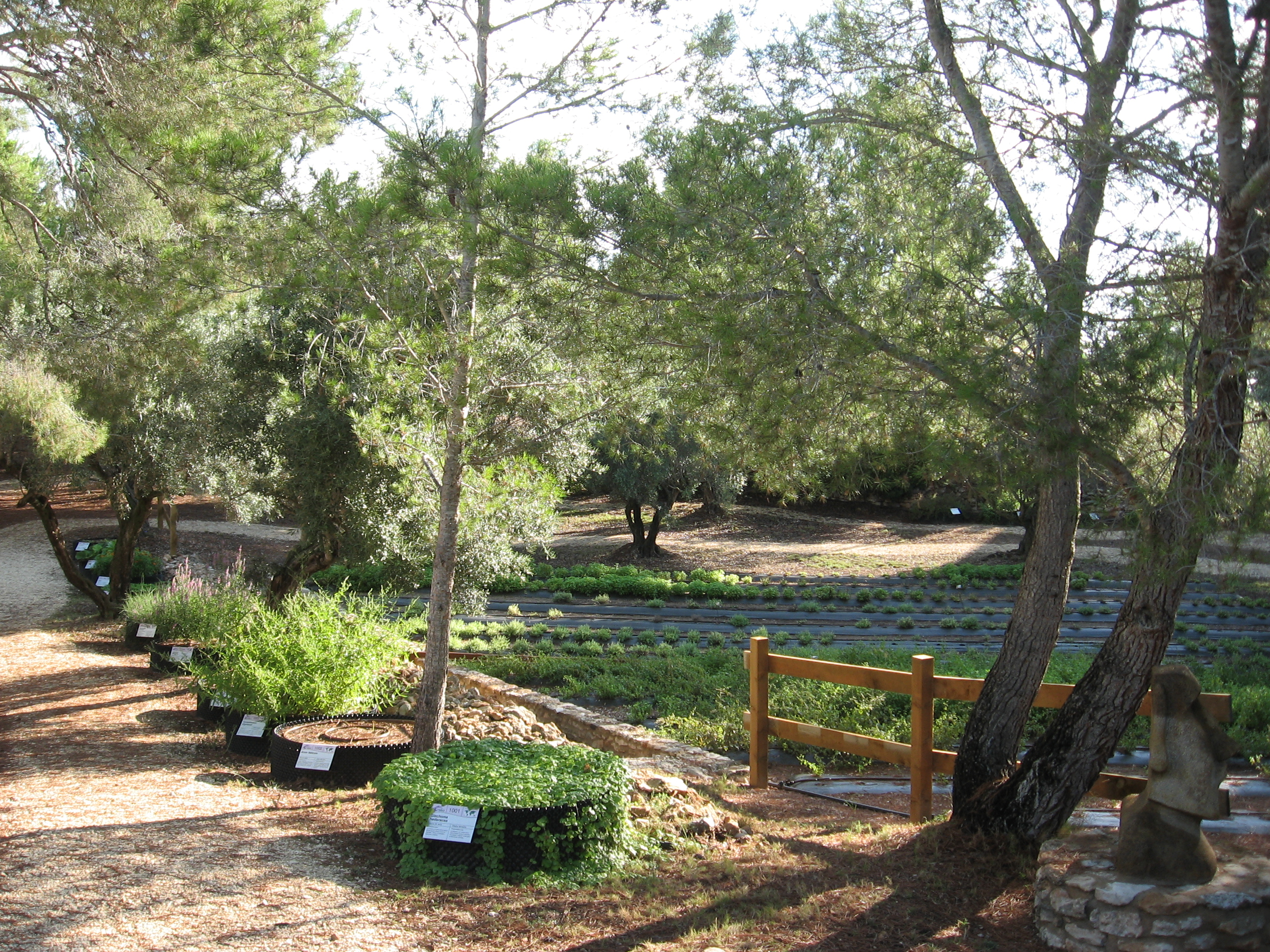
Ecoherbes Park
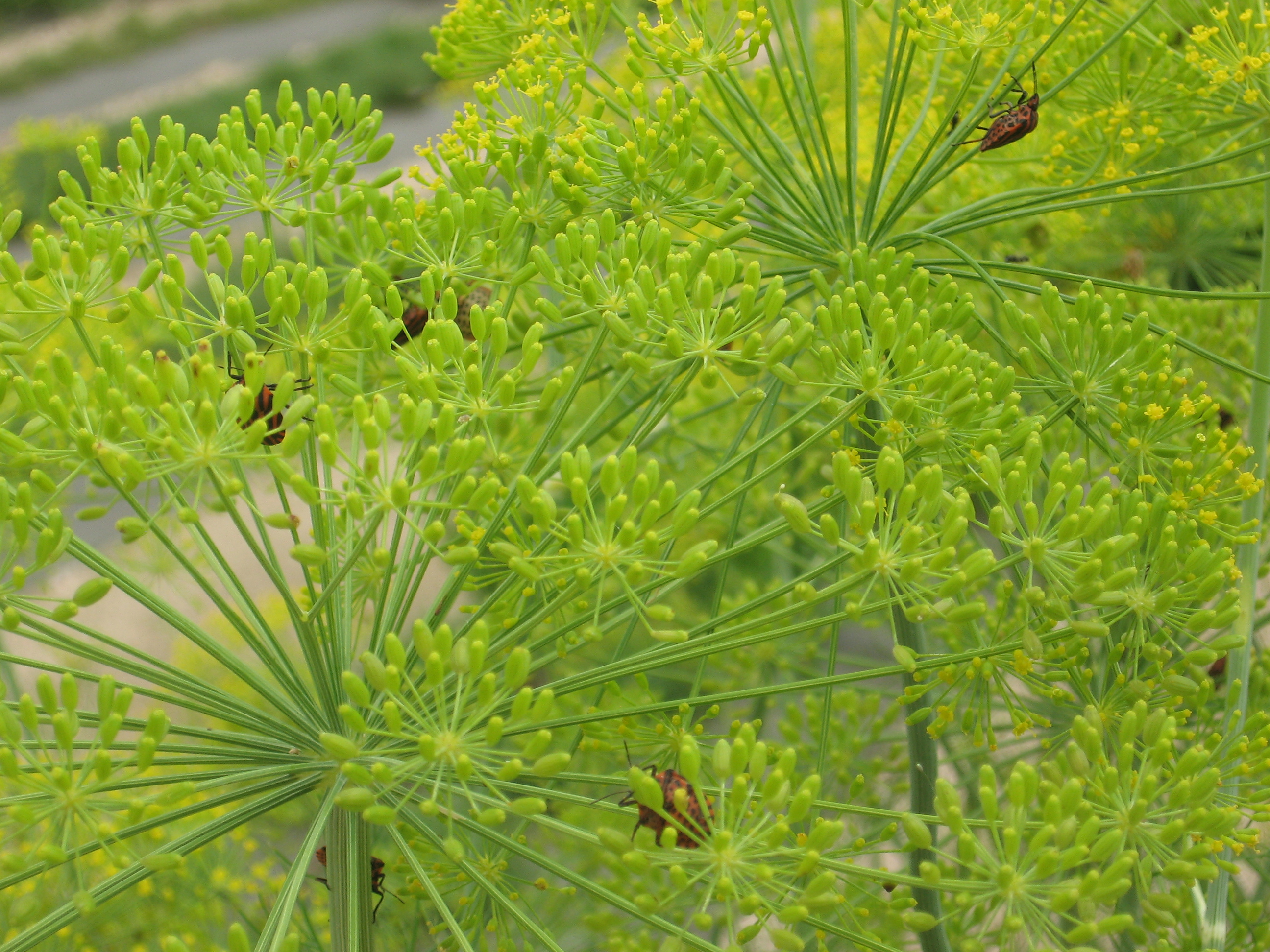
Flore et faune du jardin
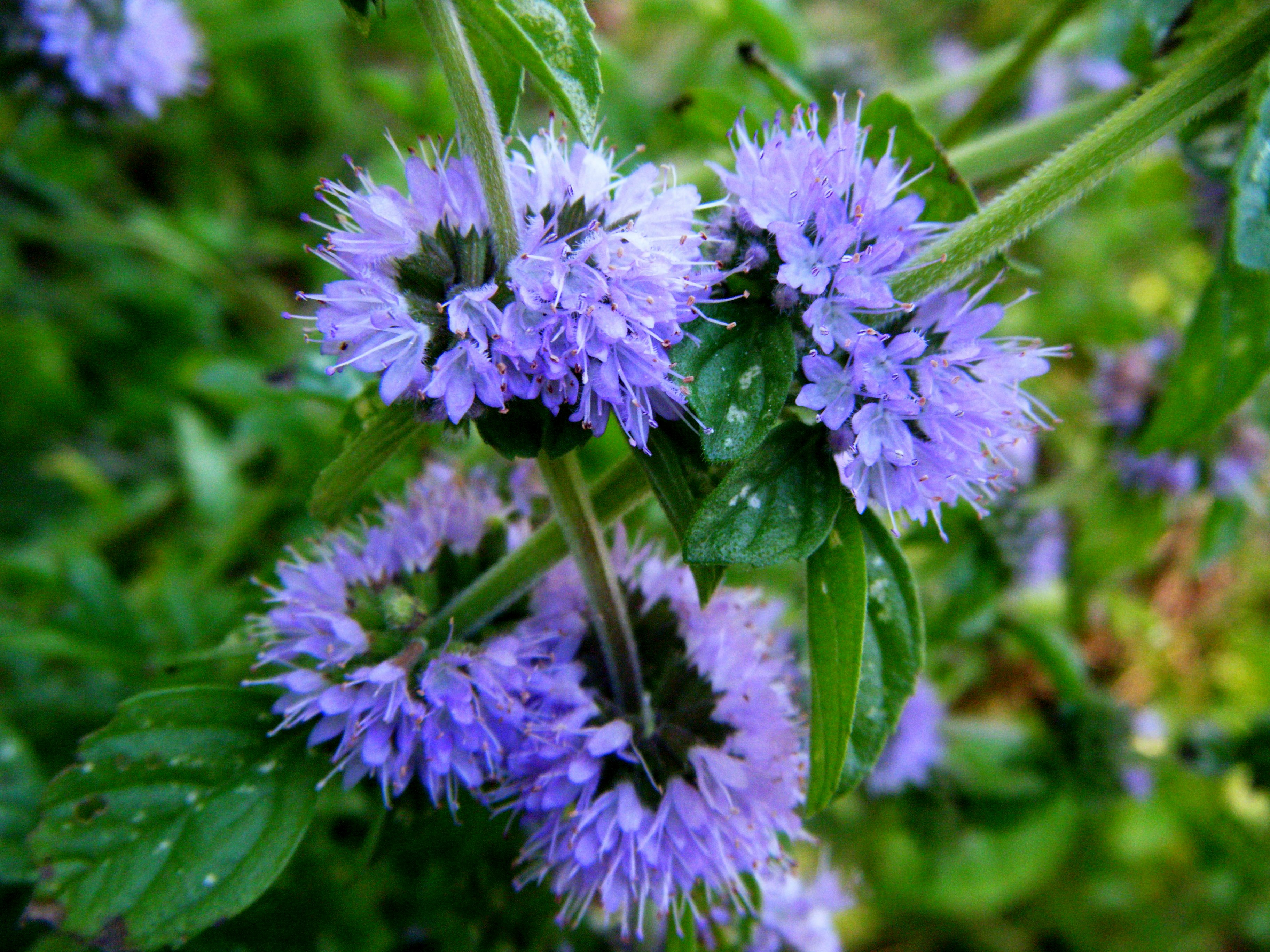
Mentha pulegium
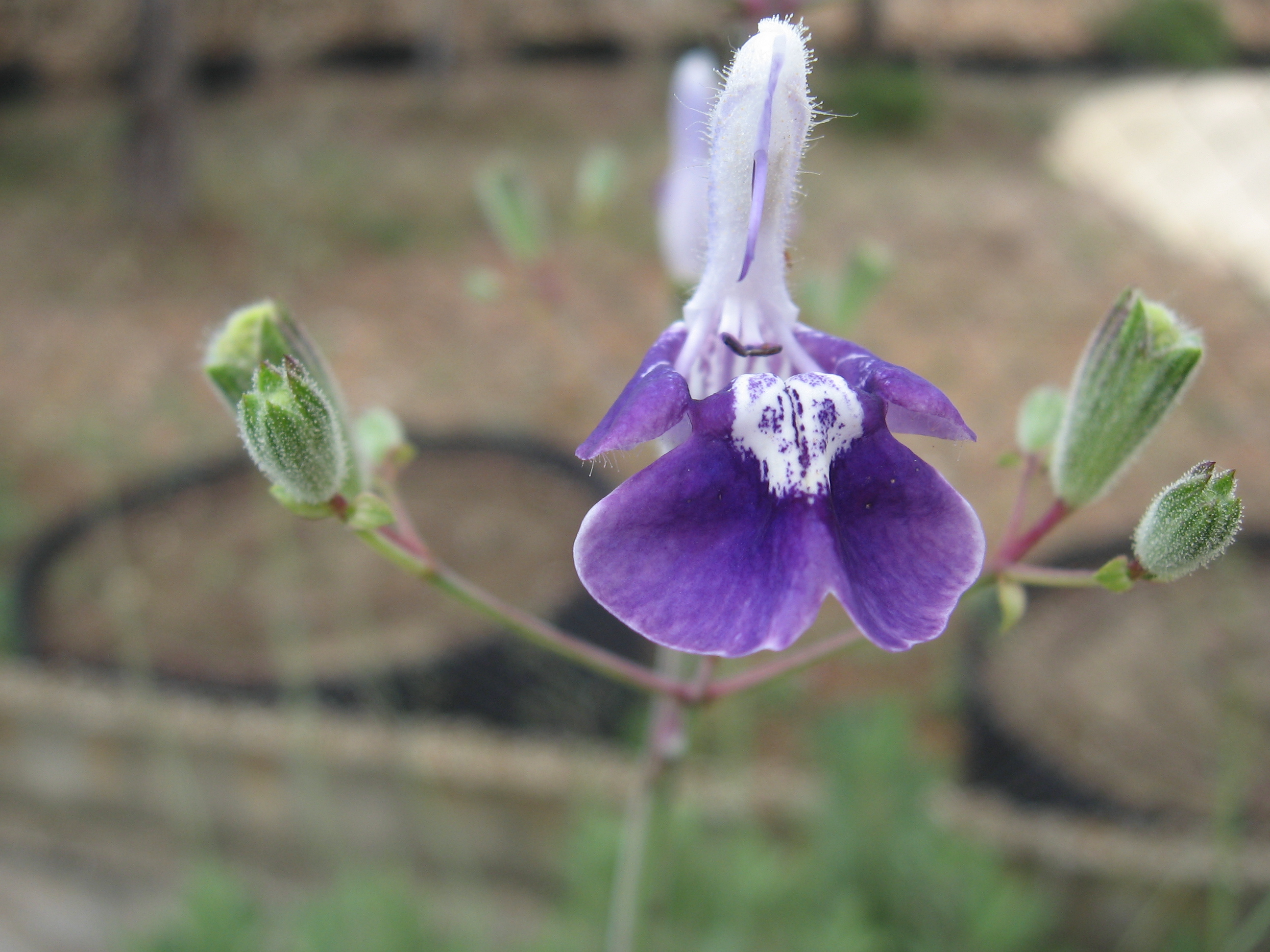
Salvia candelabrum
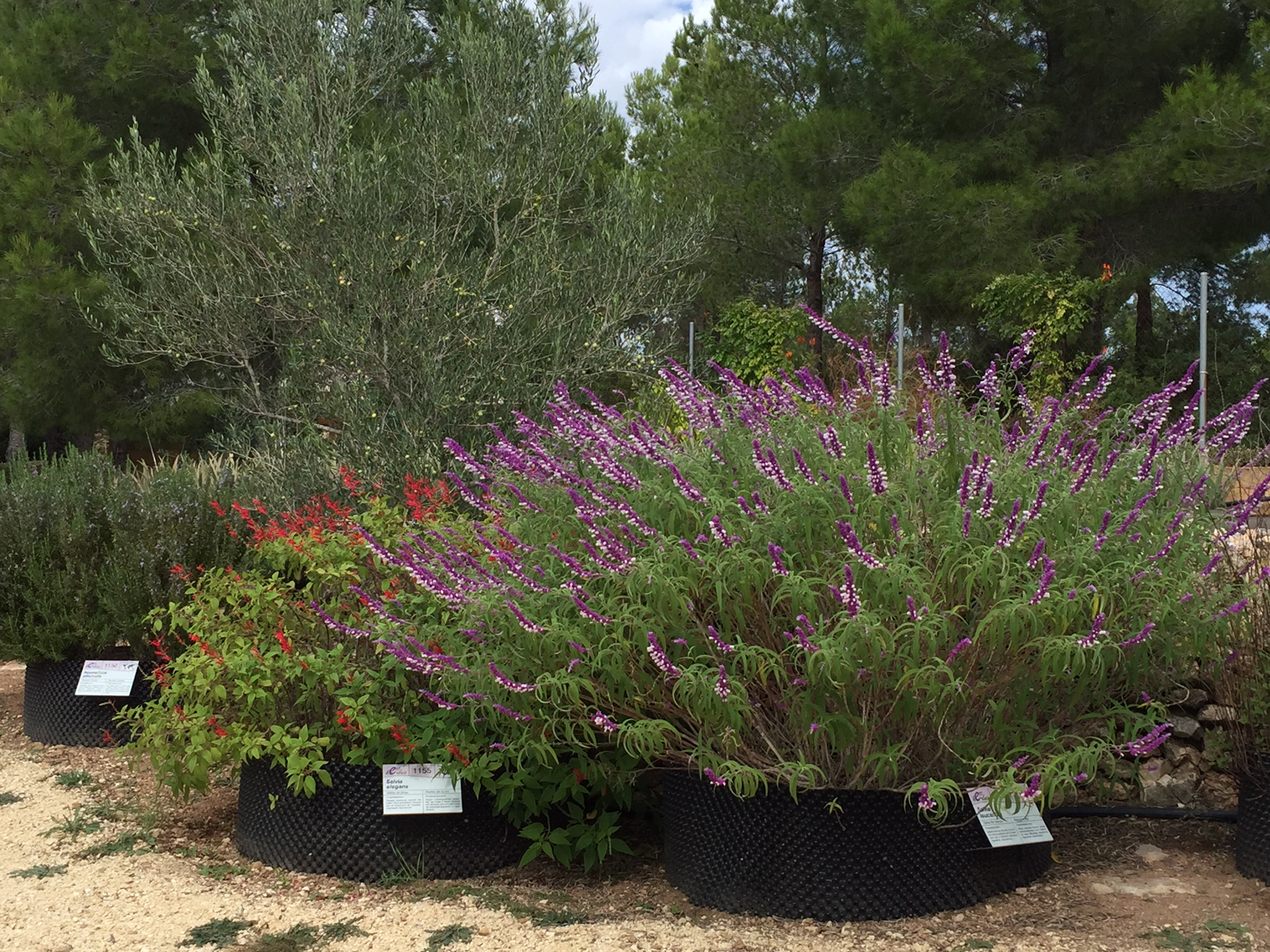
Salvias
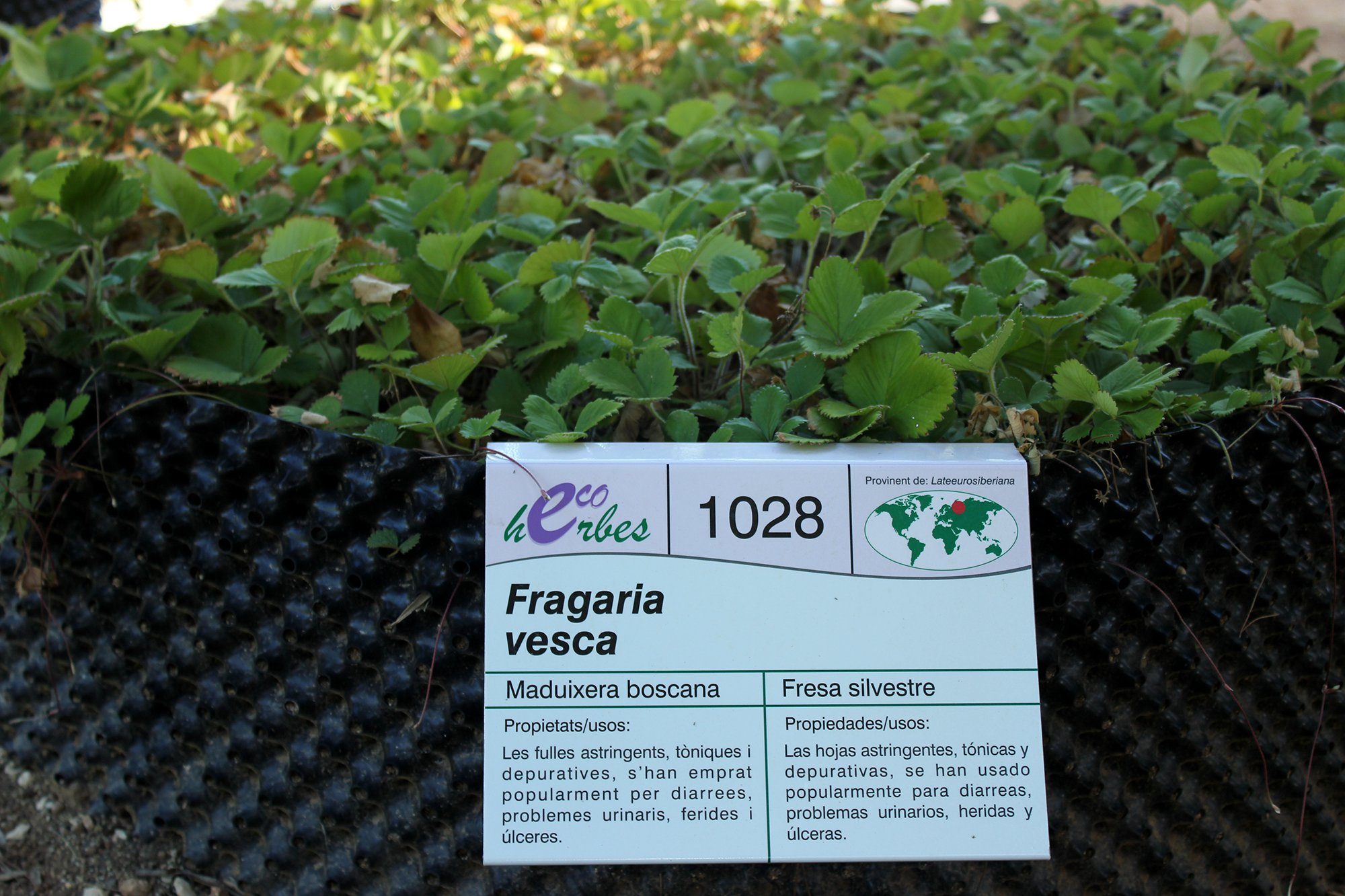
Écriteau descriptif